# 노스사운드 시울브스
노스사운드 시울브스(North Sound SeaWolves)는 미국 워싱턴주 에버렛의 순수 아마추어 축구팀으로 현재 USL 프리미어 디벨로프먼트 리그 참가를 준비 중이다.